# Mathieu Sapin

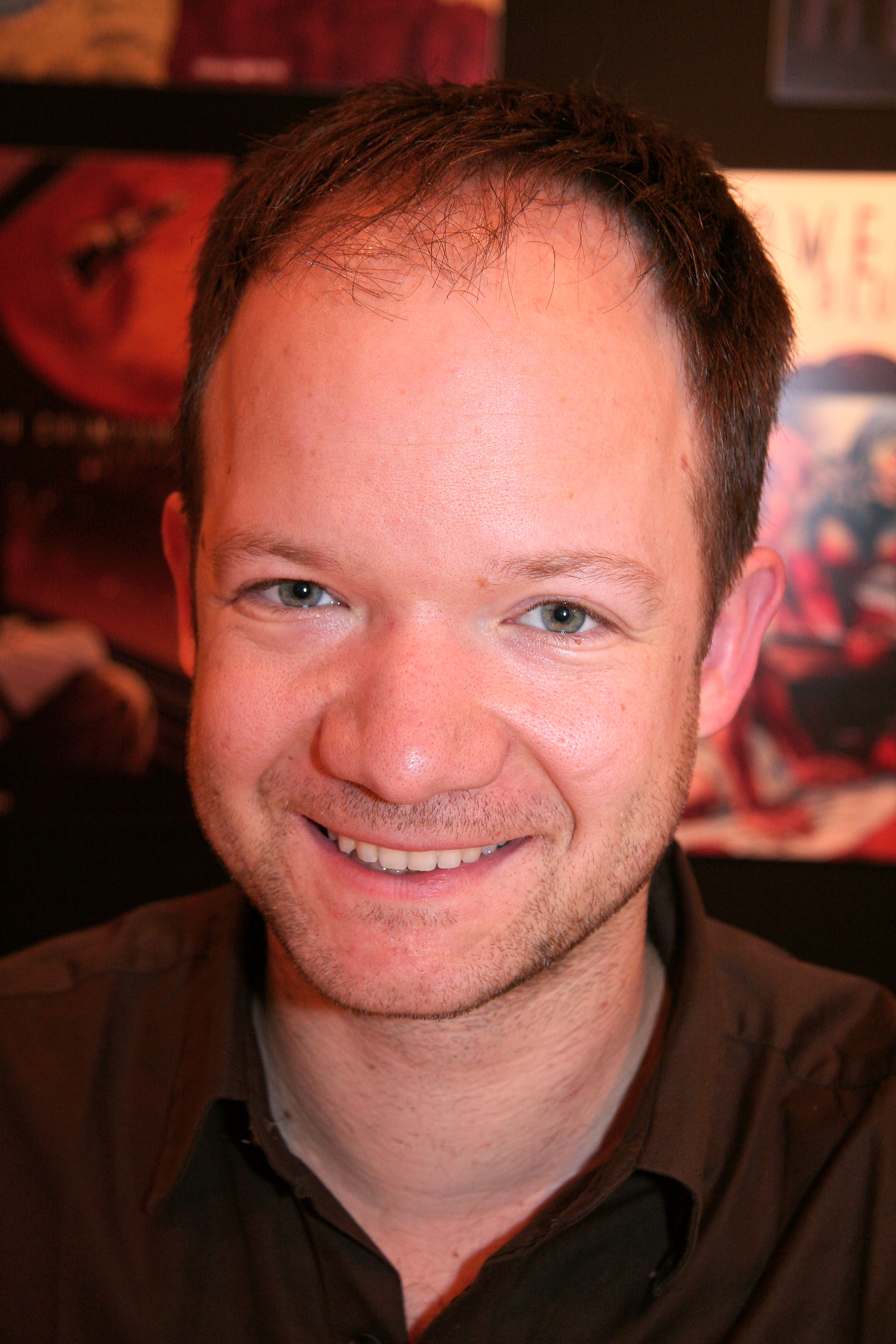
Mathieu Sapin, 2008
Salon du livre de Paris

Mathieu Sapin (* 17. Oktober 1974 in Dijon, Frankreich) ist ein französischer Comic-Künstler.

## Leben
Sapin begann sein Studium der Zeichnung an der École supérieure des arts décoratifs de Strasbourg (ESAD) 1992. Nach seinem Abschluss dort illustrierte er in den Jahren 1996 bis 1998 Klassiker der Literatur als Comics in insgesamt 8 Ausgaben der Monatszeitschrift Je Bouquine. Zur gleichen Zeit arbeitete er am Comicmuseum in der Cité internationale de la bande-dessinée et de l’image (CNBDI) in Angoulême. Zwischen 2002 und 2006 arbeitete er für verschiedene Jugendzeitschriften. Am internationalen Projekt Comix 2000 nahm Sapin mit vier von ihm illustrierten Seiten teil. Außerdem illustriert er regelmäßig die Zeitschrift Psikopat.

## Auszeichnungen
- PENG! – Der Münchner Comicpreis 2019 als „Bester europäischer Comic“ für Gérard – Fünf Jahre am Rockzipfel von Depardieu (Gérard, cinq années dans les pattes de Depardieu)

## Veröffentlichungen (Auswahl)
als Autor und Zeichner
- 2000: L’oreille gauche

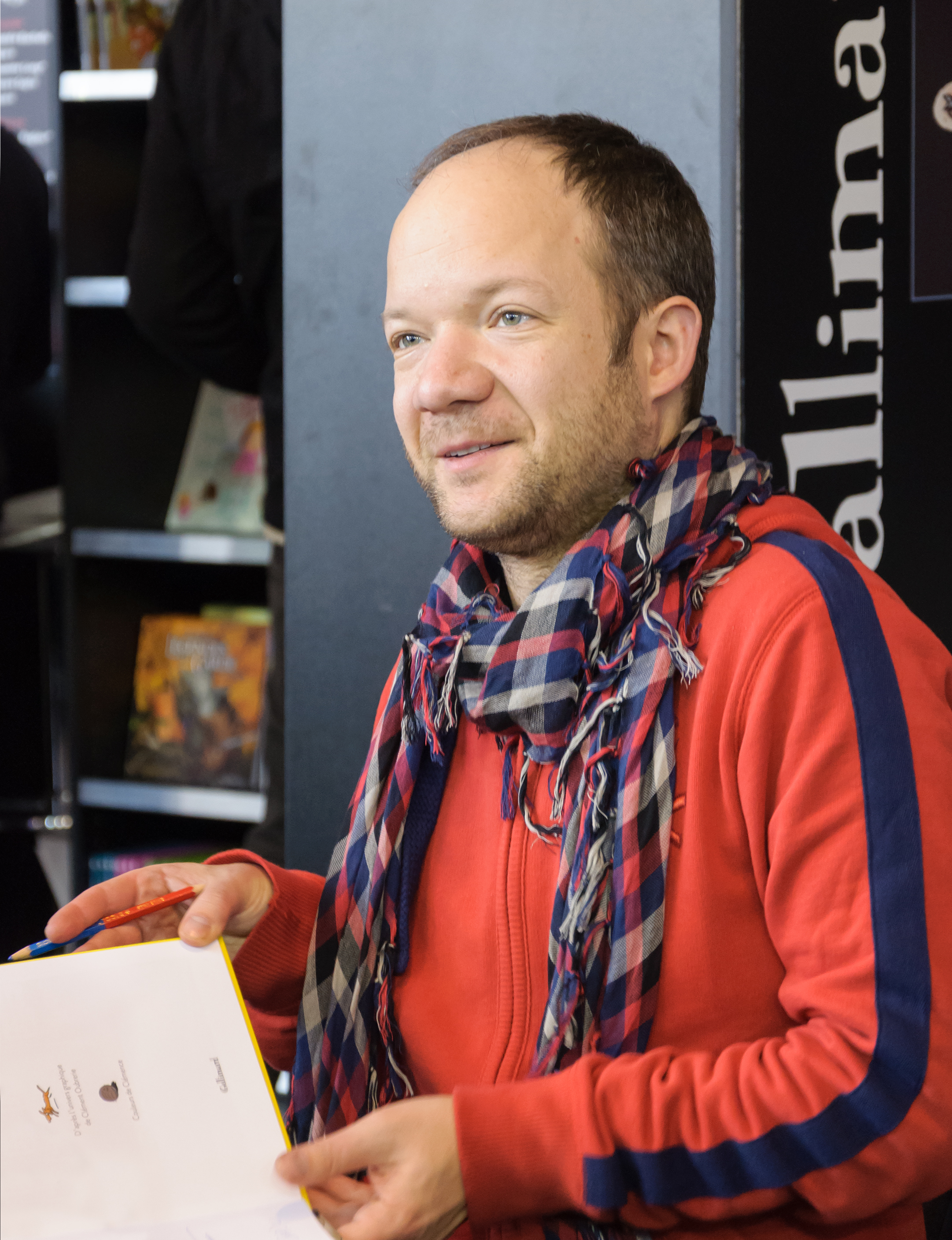
Mathieu Sapin, 2013
Festival International de la Bande Dessinée d’Angoulême

- 2002–2006: Supermurgeman, insgesamt vier Folgen
- 2004: L’archéologie s’est nul
- 2004–2007: Salade des fluits, zwei Folgen
- 2006: Laura et Patrick
- 2006–2008: La fille du savant fou, zwei Folgen
- 2006–2009: Le journal de la jungle, insgesamt vier Folgen
- 2007: Megaron
- 2007: Une fantaisie du docteur Ox
- 2010: Feuille de Chou (Journal d’un tournage), während der Dreharbeiten zum Film Gainsbourg – Der Mann, der die Frauen liebte von Joann Sfar gezeichnet und koloriert.
- 2012: Campagne présidentielle. 200 jours dans les pas du candidat François Hollande. Koloriert von Clémence Sapin, Dargaud, Paris.
- 2013: Les malheurs de Sophie. Gallimard, Collection Fétiche, Paris
- 2015: Le Château – Une année dans les coulisses de l’Élysée. Koloriert von Clémence Sapin. Dargaud, Paris, ISBN 978-2-205-07291-4.
- 2018: Gérard – Fünf Jahre am Rockzipfel von Depardieu. (Gérard, cinq années dans les pattes de Depardieu.) Deutsch von Silv Bannenberg. Reprodukt-Verlag, Berlin 2018, 160 S., ISBN 978-3-95640-143-5, Comic-Auszug, Besprechungen:[1][2]
- 2021: Comédie Française – Reisen ins Vorzimmer der Macht. Deutsch von Silv Bannenberg. Reprodukt Verlag, Berlin 2021, ISBN  978-3-95640-254-8.[3]

zusammen mit weiteren Künstlern
- 2000 ff.: Sardine de l’espace (teilweise mit Joann Sfar und Emmanuel Guibert)
  - Emmanuel Guibert & Mathieu Sapin: Alldine & die Weltraumpiraten – Band 1: Nabelschau. Übersetzt von Andreas Illmann. Schaltzeit Verlag, Berlin 2022, ISBN 978-3-946972-61-7.
  - Emmanuel Guibert & Mathieu Sapin: Alldine & die Weltraumpiraten – Band 2: Energie der Galaxie. Übersetzt von Andreas Illmann. Schaltzeit Verlag, Berlin 2022, ISBN 978-3-946972-62-4.
- 2002: Le chantier, zusammen mit Delphine Grinberg
- 2010: Tranches Napolitaines (Collectif), zusammen mit Anne Simon, Alfred, Bastien Vivès
- 2010: Mega Krav Maga, zusammen mit Frantico
- 2010–2020: Akissi, zusammen mit Marguerite Abouet

## Dokumentarfilm
- Reise durch den Kaukasus. Gérard Depardieu auf den Spuren von Alexandre Dumas. (OT: Retour au Caucase. Gérard Depardieu dans les pas d'Alexandre Dumas.) Dokumentarfilm, Frankreich, Aserbaidschan, 2012, 53 Min., Buch und Regie: Jean-Pierre Devillers, Stéphane Bergouhnioux, Produktion: B-Tween, arte France, Erstsendung: 4. Mai 2014 bei arte, Inhaltsangabe von ARD. Sapin unterwegs mit dem Schauspieler Gérard Depardieu.